# Allée Saint-Antoine
L'allée Saint-Antoine est une voie de circulation des jardins de Versailles, en France.

## Description

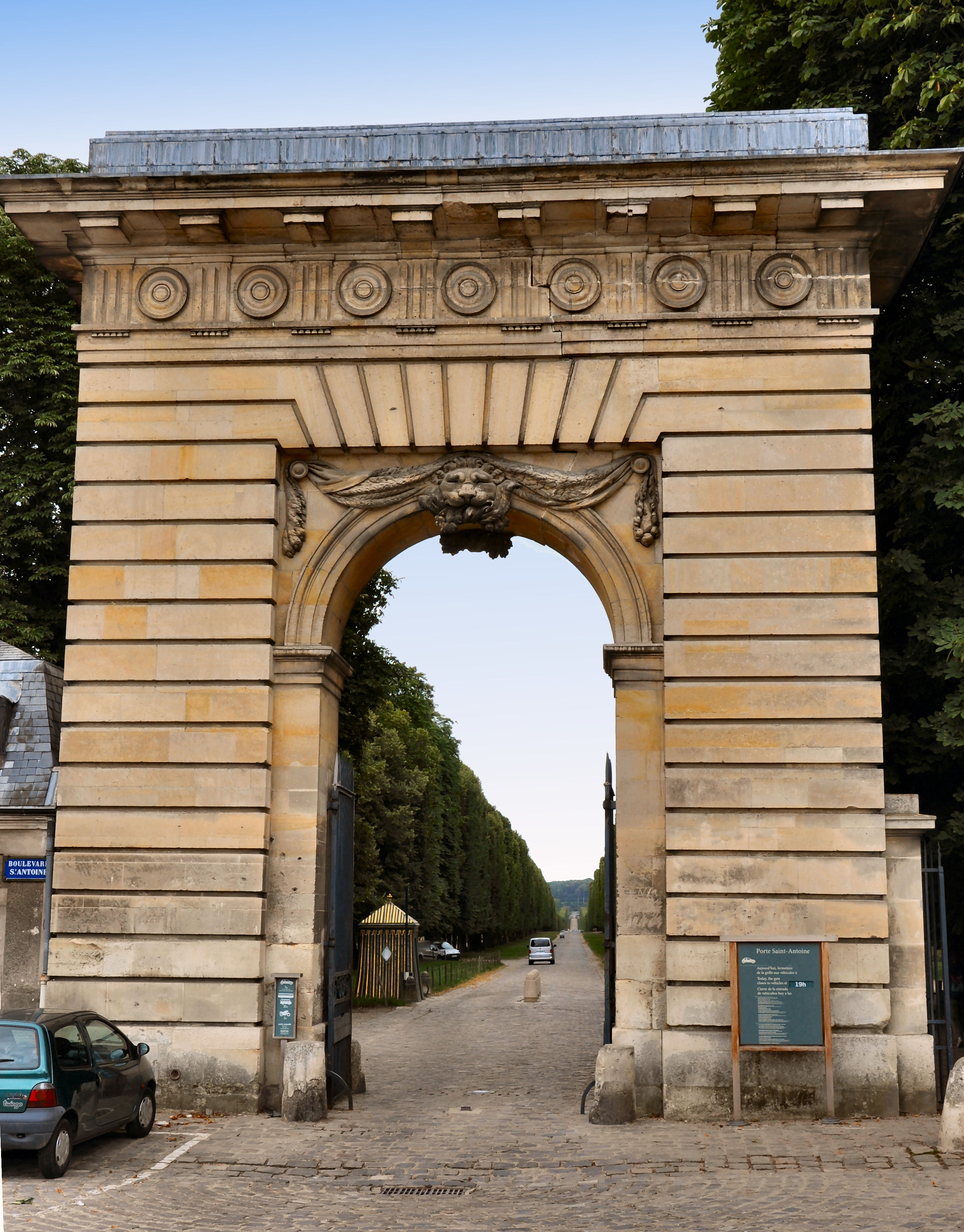
La porte Saint-Antoine, entrée nord de l'allée.

L'allée Saint-Antoine débute au sud devant le grand Canal de Versailles et se termine environ 1 350 m au nord sur le boulevard Saint-Antoine, où se trouve l'arc de triomphe de la porte Saint-Antoine. Elle est complètement pavée.